# Almeida Prado
José Antônio Rezende de Almeida Prado (Santos, 8 de fevereiro de 1943 — São Paulo, 21 de novembro de 2010) foi um compositor e pianista brasileiro, membro da Academia Brasileira de Música, considerado um dos maiores expoentes da música erudita no Brasil.

## Formação
Estudou no Brasil com Dinorá de Carvalho (piano), Osvaldo Lacerda (harmonia) e Camargo Guarnieri (composição).
Após conquistar o primeiro prêmio no "I Festival de Música da Guanabara" em 1969, pela cantata "Pequenos Funerais Cantantes", sobre um texto de sua prima, a poeta Hilda Hilst, prosseguiu seus estudos na Europa. Estudou com Nadia Boulanger e Olivier Messiaen em Paris entre 1970 e 1973, além de uma breve permanência em Darmstadt para estudar com György Ligeti e Lukas Foss.

## Atividades profissionais
Voltou para o Brasil em 1974, assumindo o cargo de professor no "Conservatório Municipal de Cubatão". Pouco tempo depois foi contratado pelo então reitor da Unicamp, Zeferino Vaz, para ser professor do curso de música do Instituto de Artes da universidade, na qual lecionou por 25 anos, até sua aposentadoria em 2000.
Também em 2000, por encomenda do Ministério da Cultura, compôs a obra Cartas Celestes n°8 para violino e orquestra, em comemoração dos 500 anos da Descoberta do Brasil.
Em 2010 residia em São Paulo, onde ministrava alguns cursos de análise musical e cursos sobre sua obra, além de apresentar um programa de música contemporânea, Kaleidoscópio, na rádio Cultura FM.
O compositor e pianista tinha uma saúde frágil, em decorrência de diabetes. Foi internado em um hospital de São Paulo, depois de sofrer uma parada cardiorrespiratória. Faleceu dez dias depois, na manhã de 21 de novembro de 2010, aos 67 anos de idade, vítima de um edema pulmonar agudo.

## Obra parcial
- Música orquestral: Cidade de São Paulo (1981); Sinfonia dos orixás (1985-86); Sinfonia Apocalipse (1987); Variações concertantes para marimba, vibrafone e cordas (1984); Concert Fribourgeois (1985) e Concerto para piano e orquestra (1983).
- Música coral: Ritual para a Sexta-feira Santa para coro e orquestra (1966); Paixão de Nosso Senhor Jesus Cristo segundo São Marcos (1967); Pequenos funerais cantantes para coro, solistas, orquestra (1969); Carta de Patmo para coro, solista e orquestra (1971); Thèrèse ou l’Amour de Dieu para coro e orquestra (1986); Lira de Dona Bárbara Heliodora, cantata colonial para soprano, barítono (ou tenor), coro misto e orquestra (1987); Cantata Adonay Roi Loeçar para solistas, coro e orquestra de câmara.
- Música instrumental: Sonata para violoncelo (1980); Três Sonatas para violino e piano; Sonata para viola e piano (1983); Réquiem para a paz (1985); Sonata para flauta e piano (1986); Trio marítimo para violino, viola e piano (1983); Livro mágico de Xangô para violino e violoncelo (1984); Livro Sonoro, para quarteto de cordas (1975).
- Música para piano: Cartas Celestes (1974, 1982-83, 1985), considerada uma das grandes obras pianísticas do século XX; Sonatas; Noturnos; Prelúdios; Momentos; Rios; Ilhas; Itinerário idílico e amoroso ou Livro de Helenice (1976);  Rosário de Medjugorje (1987); Três Croquis de Israel (1989); Quinze Flashes de Jerusalém (1989). Outras obras, como Dezesseis Poesilúdios para piano (1983-1985).

Ao todo, Almeida Prado criou mais de 300 obras, parte das quais foi publicada pela editora alemã Tonos Musikverlags.

## Leituras adicionais
- Expressividade intervalar nos Poesilúdios de Almeida Prado (em português), pesquisa e dissertação de Mestrado realizada na Universidade de Brasília (UnB, 2007-2009) por Edson Hansen Sant ' Ana. O autor deste trabalho foi aluno em Composição de Almeida Prado na Universidade Estadual de Campinas (UNICAMP) entre 1992 a 1995. É professor e compositor, atuando no Instituto Federal de Educação Ciência e Tecnologia de Mato Grosso (IFMT). É também doutor em Música pelo Programa de Pós Graduação em Música da UNESP (campus São Paulo).[7]
- Expressividade intervalar no Poesilúdio n.º 13 de Almeida Prado (SANT ' ANA, 2009). https://www.researchgate.net/publication/264196336_Expressividade_intervalar_no_Posildio_no._13_de_Almeida_Prado
- ALMEIDA PRADO: ASPECTOS CONTEXTUAIS RELEVANTES À RUPTURA E À DIRECIONALIDADE ESTÉTICA NAS FASES SUBSEQUENTES http://periodicos.unb.br/index.php/Musica/article/view/8767/pdf_9
- Poesilúdio nº 4 de Almeida Prado: dimensões de tempo e altura como ferramenta de subversão e ampliação do conceito de forma (Revista Brasileira de Música, n. 26/1, 2013) https://web.archive.org/web/20160303170148/http://rbm.musica.ufrj.br/edicoes/rbm26-1/rbm26-1-06.pdf
- Almeida Prado: narrativa por ele mesmo na sua trajetória às referências progressivas da Europa  (VI Simpósio Internacional de Musicologia da UFRJ & Colóquio Internacional Instituto Ibero-Americano de Berlim e Universidade das Artes de Berlim, 2015) https://www.researchgate.net/publication/313900601_Almeida_Prado_narrativa_por_ele_mesmo_na_sua_trajetoria_as_referencias_progressivas_da_Europa
- Por uma análise pela composição: a concepção intervalar de Almeida Prado nas Cartas Celestes I (Revista OPUS, v. 23, n.1, 2017) http://www.anppom.com.br/revista/index.php/opus/article/view/458/405
- Régua intervalar como ferramenta analítica (2017) https://www.researchgate.net/publication/316929775_Regua_intervalar_como_ferramenta_analitica?_iepl%5BviewId%5D=95NEQdgLgsi4bhp9L5CzqyRD&_iepl%5BprofilePublicationItemVariant%5D=default&_iepl%5Bcontexts%5D%5B0%5D=prfpi&_iepl%5BtargetEntityId%5D=PB%3A316929775&_iepl%5BinteractionType%5D=publicationTitle
- [Thesis: 08 Nov 2017 - UNESP] A concepção intervalar de Almeida Prado: um estudo em três obras pós-ruptura (SANT'ANA, 2017) é um trabalho que completa um ciclo de 10 anos de estudo, análise e pesquisa sobre algumas obras de Almeida Prado. A partir desta tese é possível propor uma ferramenta teórico-analítica (chamada régua intervalar) que mede o IDI (densidade real), o DICA (densidade significativa) e o LAO (densidade sonológica) que, antecipando às pesquisas práticas (analíticas), a meu ver, tal ferramenta poderia ser usada e aplicada em obras de compositores modernos do século XX que compuseram visando alguma associação à linguagem atonal e, quando essa linguagem resultasse em estruturas harmônicas densas. Os referidos parâmetros compõem a régua intervalar e, estes conseguem avaliar o intervalo característico como uma estrutura mínima capaz de interferir no timbre harmônico de uma dada estrutura acórdica nas obras deste compositor. Apesar de propriamente na tese não haver uma larga utilização desta ferramenta no processo analítico efetivo, pois tal construção foi somente uma antecipação teórica do direcionamento dos próximos estudos analíticos, ainda assim, a tese desenvolvida, cumpriu os objetivos do projeto de pesquisa, os quais também estavam voltados em comprovar se o fenômeno intervalar observado nos Dezesseis Poesilúdios (obra pesquisada no Mestrado: UnB, 2007-2009) ocorreria em obras das fases pós-ruptura desse compositor. Outra contribuição foi a superação terminológica do termo anterior "expressividade intervalar" (cunhado pelo compositor e utilizado na dissertação de Mestrado) para o termo atual "intervalo característico" largamente citado e teoricamente argumentado neste texto. [Tese completa: <https://repositorio.unesp.br/handle/11449/152167?show=full>].
- A Polaridade como Referência na Concepção Intervalar de Almeida Prado na Sonata No 3 para Piano (Revista Musica Theorica, 2017) http://tema.mus.br/revistas/index.php/musica-theorica/article/view/38/38